# Voluta musica
Voluta musica är en snäckart som beskrevs av Carl von Linné 1758. Voluta musica ingår i släktet Voluta och familjen Volutidae. Inga underarter finns listade i Catalogue of Life.